# Fønix (hønserace)
 For alternative betydninger, se Fønix. (Se også artikler, som begynder med Fønix)
Fønix er en gammel prydhønserace, der stammer fra Japan.
Hanen vejer 2-2,5 kg og hønen vejer 1,5-2 kg. De lægger gullighvide æg à 50-55 gram. Racen findes også i dværgform. Racen er kendt for sine meget lange halefjer, som kan blive op til 100 cm lange.

## Farvevariationer
- Guldhalset
- Sølvhalset
- Orangehalset
- Sorthalset rød
- Hvid
- Vildtfarvet